# Socorrowinterkoning
De socorrowinterkoning (Troglodytes sissonii, synoniem: Thryomanes sissonii) is een zangvogel uit de familie Troglodytidae (Winterkoningen).

## Verspreiding en leefgebied
Deze soort is endemisch op Isla Socorro, een eiland van de Revillagigedo-eilanden, zo'n 600 kilometer ten westen van Mexico.

## Status
De socorrowinterkoning heeft een zeer beperkt verspreidingsgebied en daardoor is de kans op uitsterven aanwezig. De grootte van de populatie werd in 2016 door BirdLife International geschat op minder dan 50 duizend individuen. De trends in aantallen zijn moeilijk te bepalen. Er worden nu pogingen ondernomen om verwilderde katten en schapen van het eiland te verwijderen en dat heeft een gunstige invloed op de vegetatie en op populatiegrootte van deze vogels. Het verspreidingsgebied is echter zeer klein en om deze reden blijft deze soort als gevoelig op de Rode Lijst van de IUCN.